# V četrtek ob šestih
V četrtek ob šestih je ljubezenski roman slovenske akademske slikarke in restavratorke Lucije Stepančič. Knjiga je njen romaneskni prvenec, ki je izšla pri Študentski založbi leta 2011. Pripovedovalka je prva oseba, Katarina, ki pripoveduje v prihodnjem času - govori iz perspektive, ki je nemogoča. Pisateljico so zanimale stvari, ki so tik pod pragom zavedanja in prav to daje napetost in ekspresivnost vsemu dogajanju v knjigi.

## Naslov knjige
Naslov romana V četrtek ob šestih nekako simbolizira oziroma gre za obsesijo, ker sta se takrat dobivala Katarina in njen bivši fant. Ko pa se je ta zveza končala je ona s tem nadaljevala tako, da je vsak četrtek ob šestih poklicala k njemu domov in govorila z njegovo ženo, toliko da je preverila, da njega ni doma.

## Vsebina
Glavna junakinja šokira že s prvo povedjo in napove nekakšen konec; "Danes bom srečala Davorja, ki me bo okužil z aidsom, ampak seveda nimam pojma o tem." Katarina prihaja iz podeželske družine in je ena od oseb z dvojnim dnom, ki nima neke lastne identitete, čeprav jo krčevito išče, je ne najde. Junakinja nekako sestavlja svoje življenje, ki ga ne obvladuje. Zgodba je postavljena v leto 1998 in se dogaja v slovenskem glavnem mestu Ljubljana.
Katarina, falirana in predvsem nesrečno zaljubljena študentka ekonomije, se malo iz zdolgočasenosti, malo iz maščevanja bivšemu ljubimcu, malo pa iz strahu pred tem, da bi bila sama, spusti v razmerje z Davorjem, ki je, ne da bi za to vedel, HIV pozitiven. Davor je zdolgočasen sodelavec njenega bivšega ljubimca Majerja, po življenjskem poklicu pa lepotec in hipni podiralec vsega ženskega, ki se prvič zaljubi in z Katarino začne takoj deliti vse, ne samo dobro, temveč tudi slabo, kar je v njunem primeru virus HIV. Majer se vrne v Katarinino življenje, ta ugotovi, da je njena ljubezen do njega medtem že zdavnaj izpuhtela, pa ga vseeno, ne da bi vedela, okuži. Ker se k Majerju medtem vrne bivša žena, Majer okuži še njo. Katarina zapusti oba ljubimca, ko spozna, da je noseča in okužena, pa si prereže žile.
V četrtek ob šestih razvija tip pripovedi, ki od daleč spominja na tip modernističnih romanov toka zavesti. V njej se razkriva subjektivizirana slika nekega sveta, njena čustvena tonaliteta pa je negativna: jeza in ironija. Bistvo zgodbe ni v tem, da pripoveduje mrtva oseba, ampak, da Katarina pripoveduje to kar pravzaprav ne ve. Ona bi lahko bila tudi živa, ampak pokopana je že s tem, da cele vrste stvari, ki bi jih morala vedeti, ne ve, in se niti ne zaveda stvari, ki bi se jih lahko. Roman je zelo berljiv. Pripovedovalka je s svojo vsevednostjo v resnici zelo zanimiva in nič dolgočasna, čeprav se zdi, da vse pove že na začetku. Knjigo pozitivno zaznamujeta predvsem velika doza samoironije in kritičnega pogleda na svet. Dejansko se ta pripoved vali, stopnjuje iz poglavja v poglavje, ki so sicer zelo kratka. Napetost se stopnjuje kot kepa oziroma nekakšna tempirana bomba, ki bo konec pognala v zrak. Vprašanje je le kako in kaj do tega pripelje.

## Zbirka
Knjiga je izšla v knjižni zbirki Baletrina.

## Ocene in nagrade
Knjiga ni prejela nobenih nagrad. Največji uspeh je doživela leta 2011, saj se je uvrstila na lestvico med prvih deset izbranih knjig za Kresnikovo nagrado.